# Sévigné (Júlia Berkowitz)
Sévigné (Júlia Berkowitz)  de  España  dirigida por Marta Balletbò-Coll en 2004, y protagonizada por Marta Balletbò-Coll, Carmen Elías, Eduard Farelo, Anna Azcona, José María Pou
Ana Azcona (Julia), Marta Balletbó-Coll (Marina), José María Pou (Gerardo) y Eduard Farelo (Ignasi) coprotagonizan este largometraje dirigido por Balletbó-Coll que trata sobre la pasión y la vida y en el que se puede destacar la actuación de la protagonista

## Sinopsis
Joven, inteligente y atractiva, Júlia Berkowitz es una mujer de éxito que dirige el Teatro Público. Un día decide poner en escena una obra sobre Madame de Sévigné, la marquesa parisina conocida por las famosas 'Cartas a la hija', y al mismo tiempo su vida comenzará a complicarse a nivel personal y profesional. Júlia se verá obligada a decidir entre tres opciones: continuar su vida en común junto a su marido, avivar su relación con su amante o empezar una nueva vida junto a la autora del texto sobre Sévigné. Al mismo tiempo, la directora se verá cada vez más identificada con Madame de Sévigné y comenzará a preguntarse por sí misma y por su vida.